# Gruppbefäl, soldater och sjömän
Gruppbefäl, soldater och sjömän (GSS) är den svenska försvarsmaktens benämning på sin uniformerade baspersonal. GSS består dels av kontinuerligt tjänstgörande personal (GSS/K), dels av tidvis tjänstgörande personal (GSS/T). Gruppbefäl fungerar därvid som arbetsledare eller innehar andra lägre befälsfunktioner.
Anställning som GSS kan ske efter tidigare genomförd värnpliktsutbildning eller efter militär grundutbildning (GU). 